# Kalle Leinonen
Kalle Leinonen (Siilinjärvi, 8 novembre 1989) è un ex sciatore freestyle finlandese.

## Palmarès

### Mondiali juniores
- 1 medaglia:
  - 1 bronzo (halfpipe ad Airolo 2007)

### Universiadi
- 1 medaglia:
  - 1 oro (halfpipe a Trentino 2013)

### Coppa del Mondo
- Miglior piazzamento in classifica generale: 10º nel 2006
- Vincitore della Coppa del Mondo di halfpipe nel 2006 e nel 2007
- 5 podi:
  - 3 vittorie
  - 2 secondi posti

#### Coppa del Mondo - vittorie
| Data             | Luogo                   | Paese   | Disciplina |
| ---------------- | ----------------------- | ------- | ---------- |
| 15 gennaio 2006  | Les Contamines-Montjoie | Francia | HP         |
| 17 marzo 2006    | Apex                    | Canada  | HP         |
| 23 febbraio 2007 | Apex                    | Canada  | HP         |

Legenda:

HP = Halfpipe